# Dicranota trichoneura
Dicranota (Ludicia) trichoneura là một loài ruồi trong họ Pediciidae. Chúng phân bố ở vùng Indomalaya.